# Incisão de Pfannenstiel

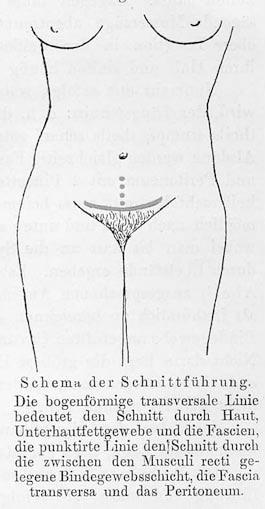
Primeira descrição da incisão de Pfannenstiel.

A Incisão de Pfannenstiel (/ˈfɑːnɪnʃtiːl/), criada por Johannes Pfannenstiel, é uma incisão transversal abaixo do umbigo, permitindo acesso ao abdome e, principalmente, à pelve. Muito utilizado em cesarianas, por garantir um bom acesso e esteticamente aceitável, por ficar em um local facilmente encoberto.